# Lasioglossum schachti
Lasioglossum schachti är en biart som först beskrevs av Warncke 1984.  Lasioglossum schachti ingår i släktet smalbin, och familjen vägbin. Inga underarter finns listade i Catalogue of Life.